# Xyletinus carinatus
Xyletinus carinatus är en skalbaggsart som beskrevs av White 1977. Xyletinus carinatus ingår i släktet Xyletinus och familjen trägnagare. Inga underarter finns listade i Catalogue of Life.